# Heliotropo (instrumento)

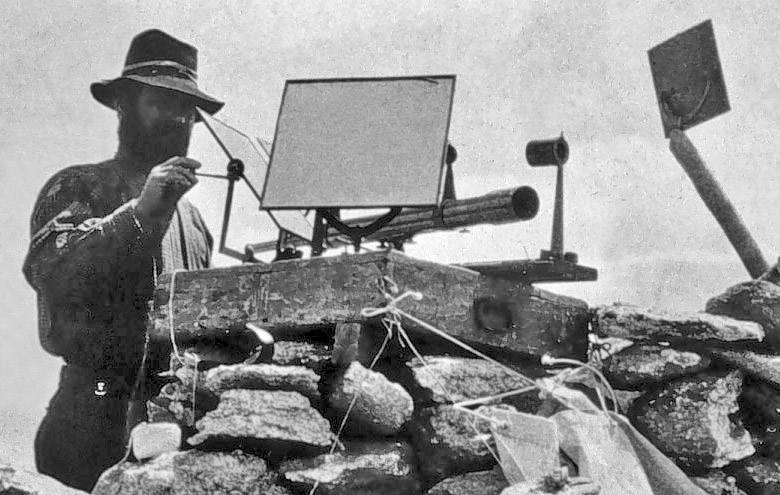
Heliotrop (c. 1878): Colección BA Colonna (NOAA). Quizá ésta sea la misma que Colonna estudió desde 313 kilómetros de distancia.

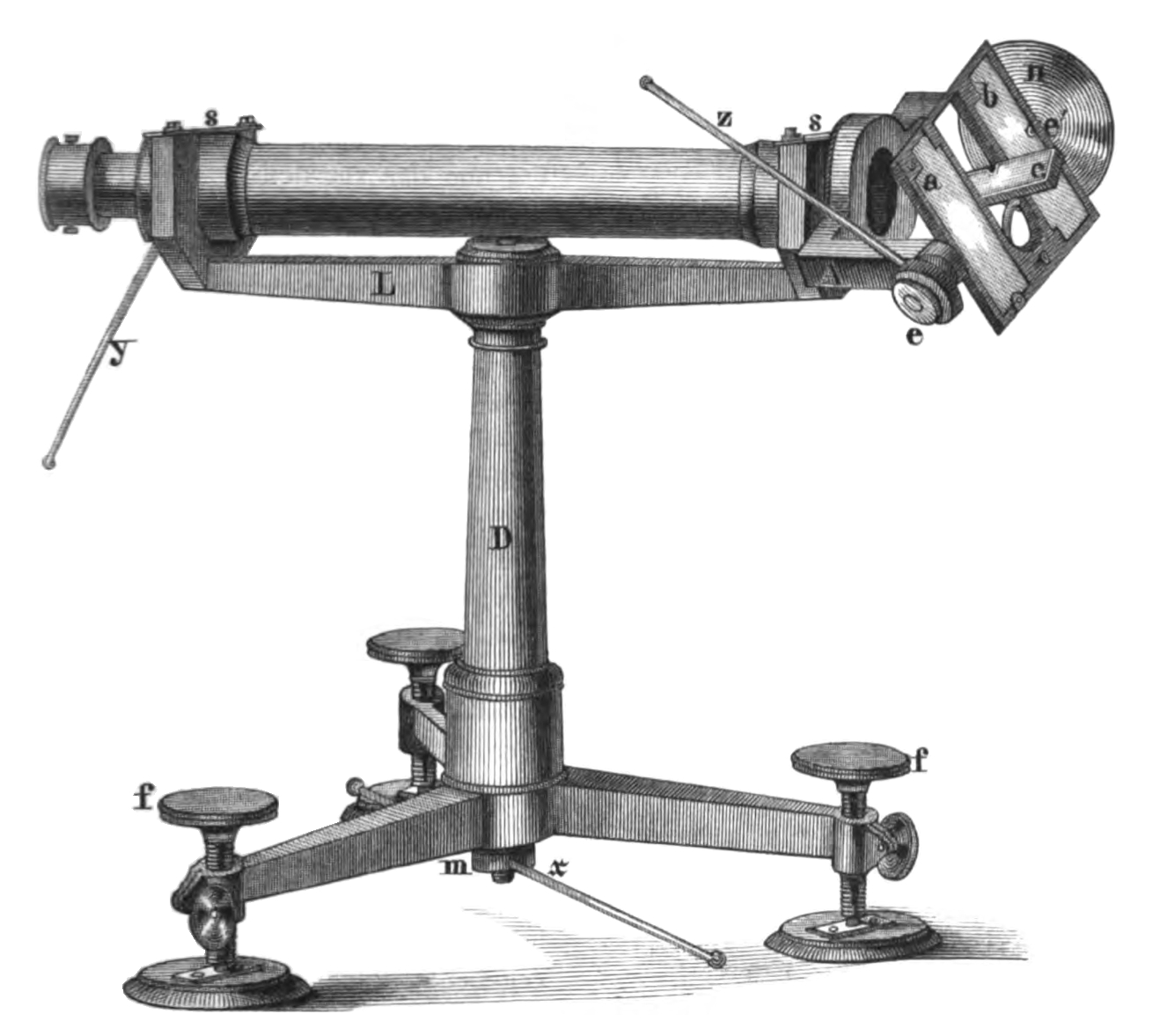
El heliotropo de Gauss (c. 1822)

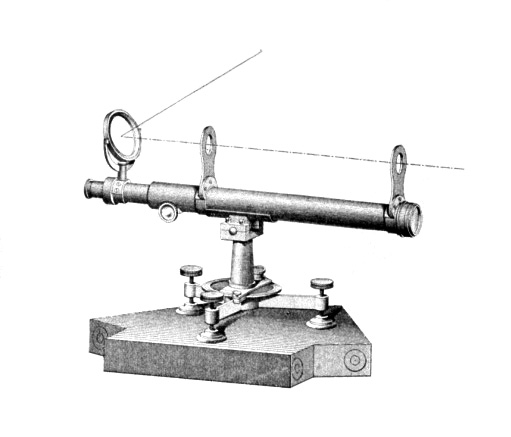
Heliotropo de Wurdemann (1866)

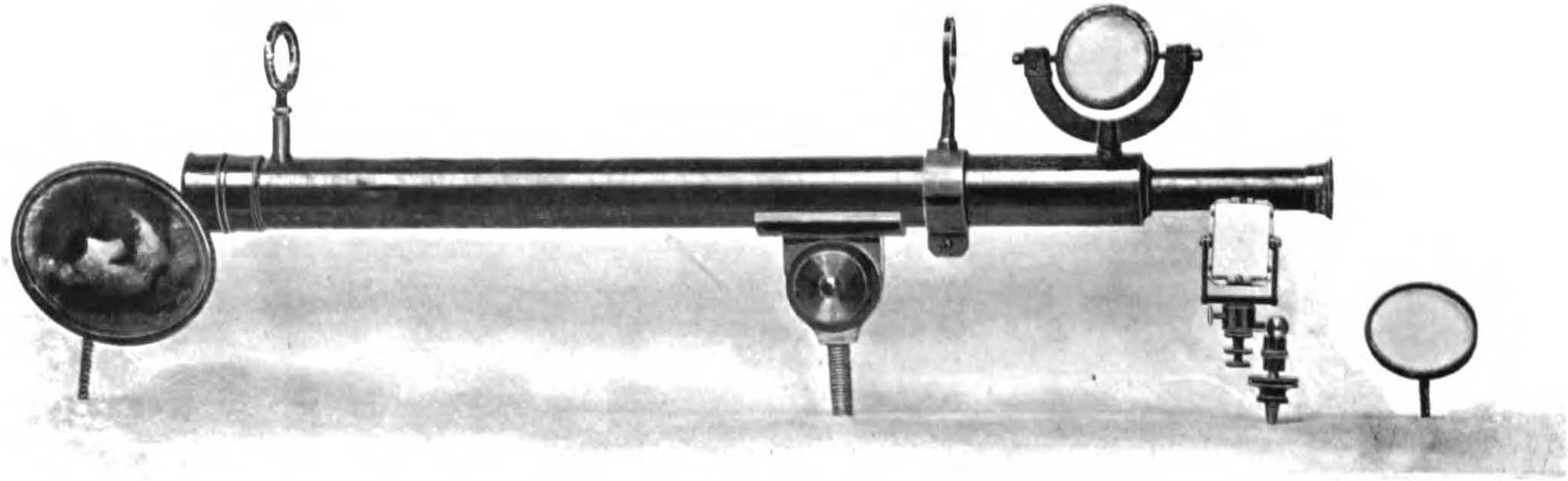
Coast Survey, Steinheil y heliótropos simples c. 1898

El heliótropo es un instrumento que utiliza un espejo para reflejar la luz solar a grandes distancias para marcar las posiciones de los participantes en un estudio de terreno. El heliótropo fue inventado en 1821 por el matemático alemán Carl Friedrich Gauss .   La palabra "heliótropo" proviene del griego: helios , que significa "sol", y del griego: tropos , que significa "giro"

## Historia
Los heliotropos se utilizaron en topografía, desde los estudios que realizó Gauss en 1821 hasta finales en la década de 1980, cuando las medidas GPS sustituyeron el uso del heliótropo en estudios de larga distancia. El coronel Sir George Everest introdujo el uso de heliótropos en el Gran Servicio Trigonométrico de la India alrededor de 1831,  y el Servicio Geodésico y de la Costa de Estados Unidos utilizó heliótropos para estudiar Estados Unidos. La especificación india para heliótropos se actualizó en 1981,  y la especificación militar americana para heliótropos (MIL-H-20194E) se retiró el 8 de diciembre de 1995. 
Los topógrafos utilizaban el heliótropo como forma especializada de objetivo de estudio ; se utilizaba durante grandes estudios de triangulación donde, debido a la gran distancia entre estaciones (normalmente veinte o más millas), un objetivo regular sería indistinto o invisible. Los heliótropos se utilizaban a menudo como objetivos de estudio a distancias de más de 100 millas. En California, en 1878, BA Colonna del Servicio de Geodesia y Costa de Estados Unidos estudió un heliótropo en el "Monte Santa Helena" reflejando la luz del sol desde el "Monte Shasta", a una distancia de 192 millas (309 km).